# (9672) Rosenbergerezek
(9672) Rosenbergerezek (1997 TA10) – planetoida z pasa głównego asteroid okrążająca Słońce w ciągu 5,7 lat w średniej odległości 3,19 j.a. Odkryta 5 października 1997 roku.